# Űrséta

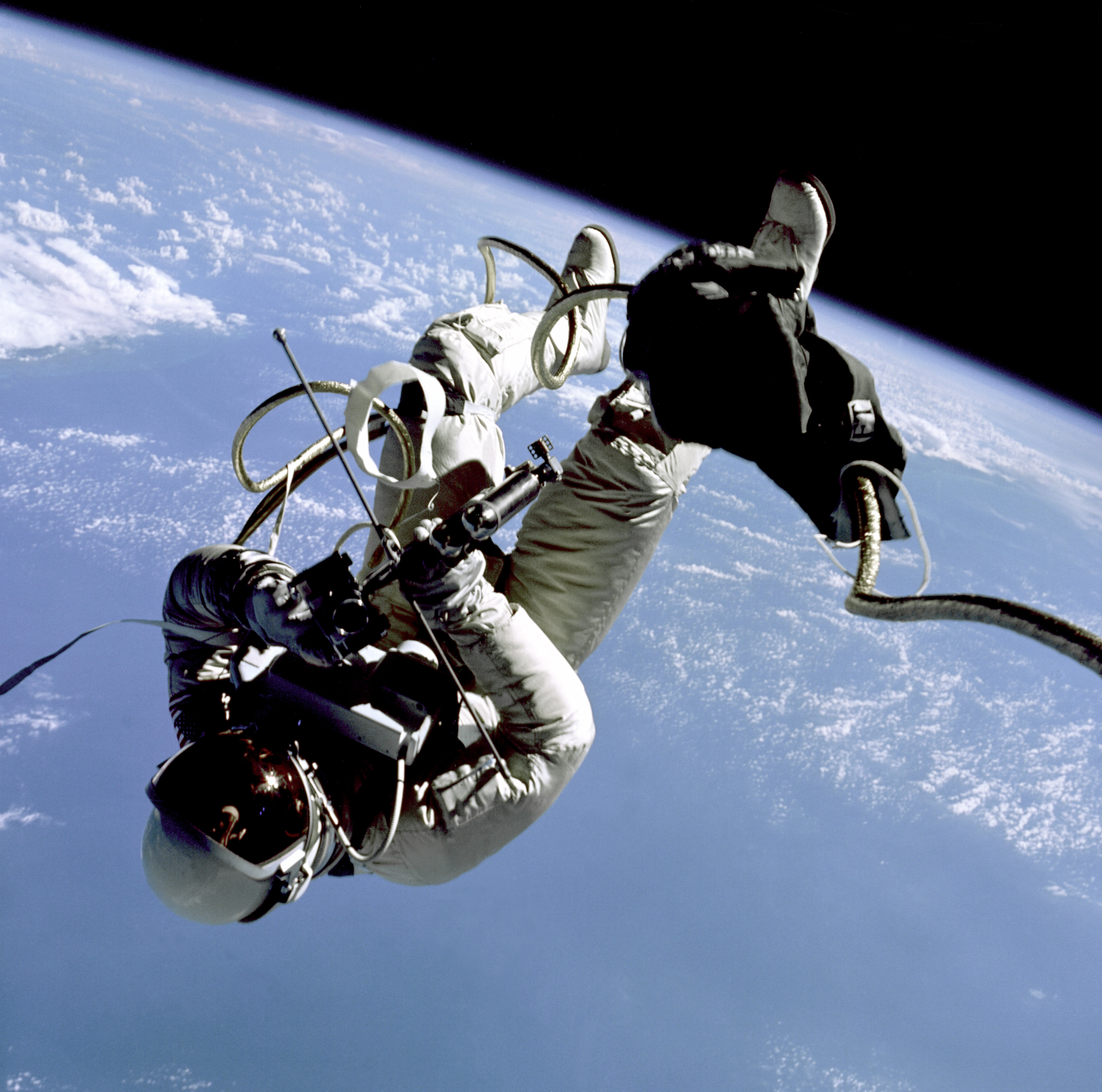
Edward White űrséta közben (Gemini-4)

Az űrséta (angol rövidítéssel: EVA, Extra-Vehicular Activity) a legáltalánosabb megfogalmazásban az űrhajón kívül, a világűrben végzett munka.
Emellett azonban több értelmezése is létezik, amely elsősorban a korai űrhajók felépítésében rejlik. A szovjet/orosz megközelítésben azt nevezik űrsétának, ha az űrhajós teste kikerül a vákuumba. Az amerikaiak már azt is űrhajón kívüli tevékenységnek nevezik, ha az űrhajós teste részben az űrhajón kívül van (legalább a fejének kell vákuumban lennie).
Az űrséta megnevezést több műveletre is használják. Ilyen speciális művelet a holdséta, vagy a felállva végzett, űrhajón kívüli tevékenység (SEVA – Stand-up EVA). Előbbinél az űrhajós nemcsak az űrhajón kívül tevékenykedik, hanem egy másik égitest, a Hold felszínén. A SEVA keretében pedig az űrhajós csak kiemelkedik (legalább nyakig) űrhajója egyik külső nyílásán, ahonnan megfigyelést végezhet, vagy segíti, figyelemmel kíséri kinn dolgozó társa tevékenységét.
Az űrséták attól függően is több csoportba oszthatók, hogy van-e fizikai kapcsolat az űrsétát végző űrhajós és az űrhajója között. Így megkülönböztetünk bekötött űrsétát, amelynél köldökzsinór köti az űrhajóst az űrhajóhoz, illetve bekötetlen tevékenységet. A bekötetlen tevékenységnél az űrhajós űrruhájának vagy más csatlakoztatott eszköznek kell a létfenntartó berendezéseket magában foglalnia, a köldökzsinóros megoldásnál pedig az űrhajó életfenntartó rendszerére csatlakozik az űrsétát végző személy. A bekötetlen űrséta esetén is két speciális változat különböztethető meg, a már említett holdséta, amikor egy másik égitest felszínén mozgott/mozog az űrhajós, illetve, amikor valamilyen manőverező egység (rakétaszék) segítségével változtat pozícióján.

## Történet
- Az első űrsétára 1965. március 18-án került sor a Voszhod–2 küldetésen. Alekszej Leonov szovjet űrhajós 12 percet töltött az űrben.
- Az első, több űrhajóssal végzett űrsétára 1969. január 16-án került sor, amikor Jevgenyij Hrunov és Alekszej Jeliszejev a Szojuz–4 és 5 között szállt át a világűrön keresztül.
- Az első holdséta – amely az első bekötetlen űrséta is volt egyben –, 1969. július 21-én zajlott le, amikor Neil Armstrong, az Apollo–11 parancsnoka kilépett a holdfelszínre az Eagle nevű holdkompból. Amikor Buzz Aldrin űrhajós is kiszállt parancsnoka után, az Apollo–11 egyetlen holdsétája egyben az első több űrhajóssal végzett holdséta is lett.
- A leghosszabb holdsétát az Apollo 17 repülésen hajtotta végre Gene Cernan parancsnok 1972. december 12–13-án 7 óra 36 perc 56 másodperc hosszan.

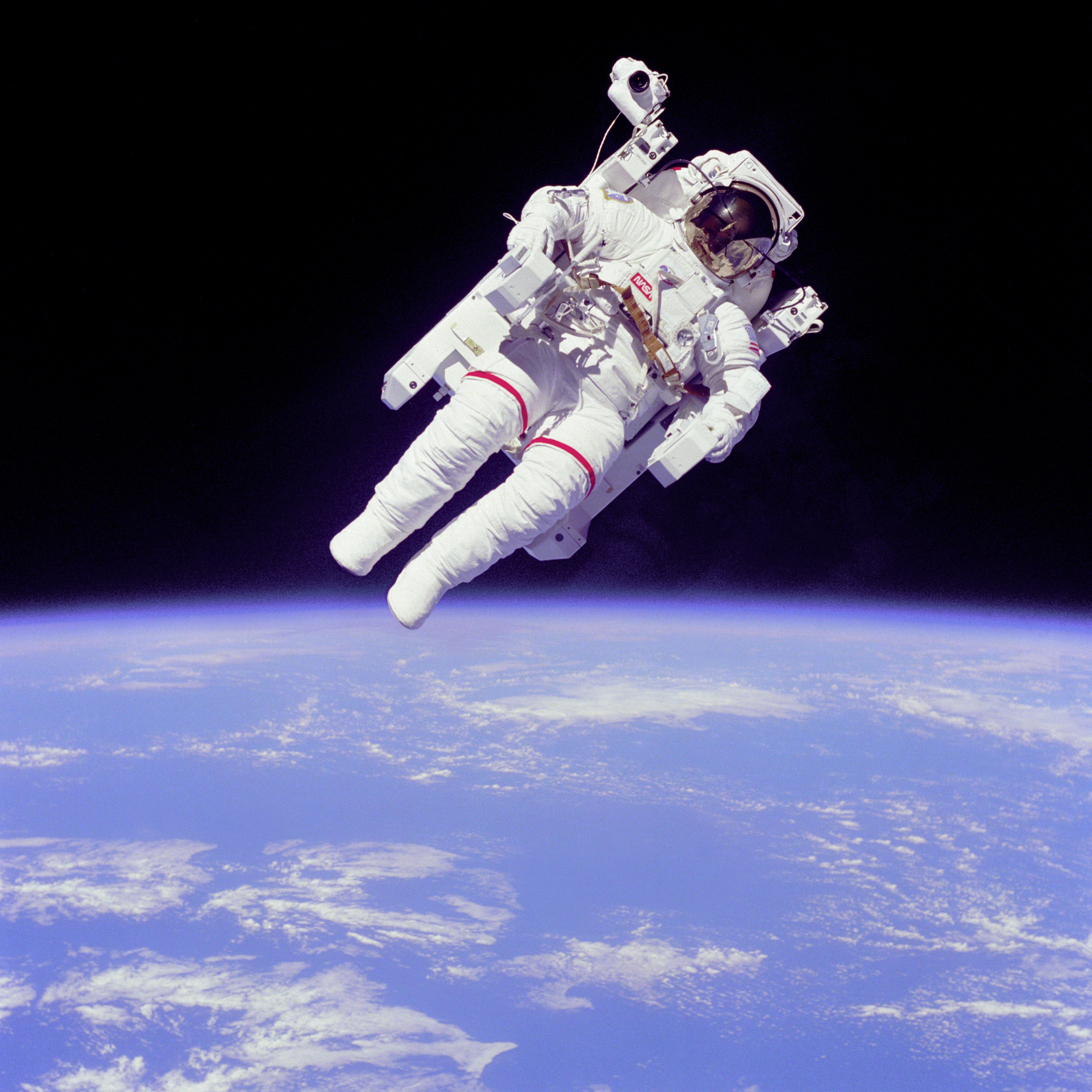
Bruce McCandless űrhajós az első bekötetlen űrsétán

- Az első, nyílt űrben végzett bekötetlen űrsétát Bruce McCandless végezte el 1984. február 7-én, a Challenger űrrepülőgép STS–41 jelű repülésén. Az űrséta 5 óra 55 percig tartott.
- A világ első űrsétát tett női űrhajósa Szvetlana Szavickaja lett 1984. július 25-én, amikor a Szaljut–7 űrállomás fedélzetéről lépett ki az űrbe 3 óra 35 perces űrhajón kívüli tevékenységre.
- Az első európai űrséta Jean-Loup Chrétien nevéhez fűződik, aki 1988. december 9-én lépett ki a Mir űrállomás fedélzetéről az űrbe.
- A leghosszabb űrsétát James Voss és Susan Helms hajtotta végre a űrrepülőgépről 2001. március 11-én, amikor az STS–102 expedíció keretében a Leonardo szállítómodul számára a dokkolómodult készítették elő.
- Összességében Anatolij Jakovlevics Szolovjov vett részt a legtöbb űrsétán, és egyben ő is töltötte a legtöbb időt űrsétákon (16 űrséta, 82 óra és 22 perc).
- Az első űrséta, amely részeként a repülés közben javításokat végeztek, 2005. augusztus 3-án volt, mikor Stephen Kern Robinson a Discovery űrrepülőgép hőpajzsát szerelte meg.
- Az első kereskedelmi űrsétára 2024. szeptember 12-én került sor, a Polaris Dawn űrrepülés részeként (Jared Isaacman üzletember).

2024 szeptemberéig összesen nagyjából 260 űrhajós tett űrsétát.

## Veszélyek
Az űrséták során a legkézenfekvőbb veszélyt az űrszeméttel vagy mikrometeorittal való találkozás jelenti. A Földtől 300 km-re egy átlagos űrrepülőgépes küldetésen a pályasebesség 7,7 km/s. A hatalmas sebesség miatt egy jelentéktelen részecske (például egy apró festékszemcse, mint a különböző űrtevékenységek során legjellemzőbben az űrbe juttatott űrszemétfajta) kinetikus energiája is olyan nagy, hogy komoly károkat okozhat. Minden űrrepülés során keletkezik űrszemét, a probléma egyre nagyobb méreteket ölt.

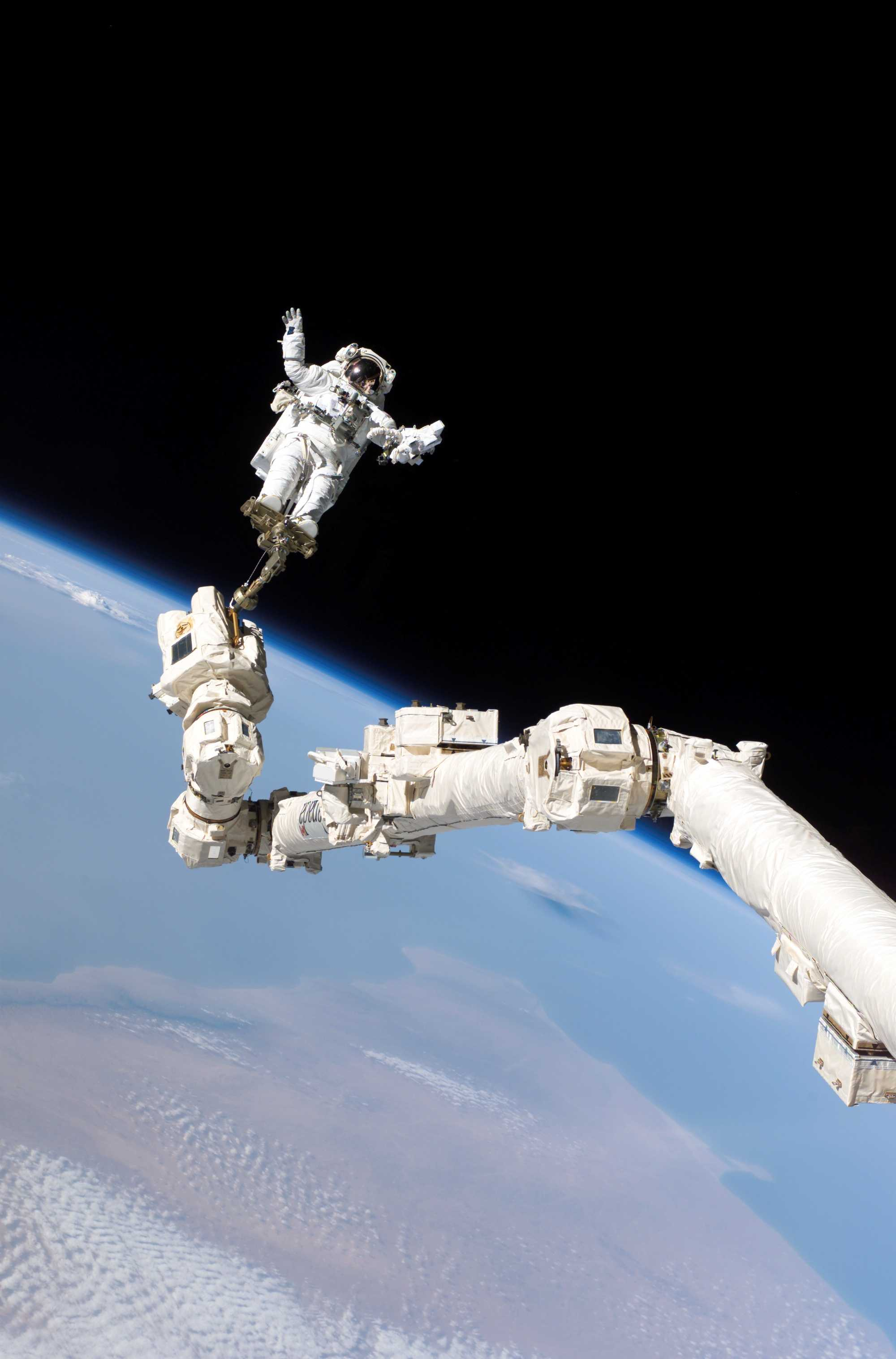
Steve Robinson űrsétán a Canadarm robotkar végén

Egy másik veszélyforrás, ha a műveletek során az űrhajó külső felületének, vagy valamely kiálló résznek ütközve kilyukad az űrruha. Ez az űrruha robbanásszerű kihermetizálódásához és az űrhajós rendkívül gyors halálához vezethet. Az űrhajózás eddigi története során egyetlenegyszer fordult elő, hogy kilyukadt egy űrhajós ruhája. Az Atlantis űrrepülőgép STS–37 jelű küldetésén 1991 áprilisában az egyik űrséta során az egyik űrhajós kesztyűjét szúrta át egy apró huzaldarab. Az űrhajós szerencséjére a sérülést okozó tárgy bennmaradt a lyukban és csak utólag, az űrsétát követően fedezték fel a problémát. Az űrhajós nevét nem hozták nyilvánosságra, de az vagy Jerry L. Ross, vagy Jay Apt volt.
A harmadik veszélyforrást az jelenti, ha az űrhajós elsodródik az űrhajótól. Ezt a köldökzsinór megakadályozhatja, ám, ha az elszakad, egyben az életfunkciókhoz szükséges anyagok (oxigén, hűtővíz) ellátása is megszűnik, kihermetizálódás történhet, amely mindenképpen az űrhajós halálához vezet.
Veszélyforrásként jelölik meg a szakemberek azt a tényt is, hogy a Földön semmilyen formában nem modellezhetőek hűen az űrbeli körülmények. Az űrbeli mozgás, munka sokkal nehezebb, mint azt az ember várná és ez váratlan szituációkhoz vezethet. A korai űrsétáknál Alekszej Leonov például csak többszöri kísérletre tudott visszabújni felfúvódott űrruhája miatt a légzsilipbe, de az amerikai űrhajósok is kis híján életüket vesztették a mozgásuk korlátozódása miatt. Ezekre a veszélyekre egyre felkészültebbek az űrszervezetek, sok technikát találtak a gyakorlásra (például speciális, vízzel teli medencében gyakorolnak az űrhajósok), de pontosan megfelelő körülményeket idelenn nem lehet teremteni, így bármikor érheti váratlan helyzet az űrséták résztvevőit.
Komoly veszélyt jelent az űrsétát végző űrhajósra a folyamatosan jelen lévő kozmikus sugárzás, illetve az egyelőre nehezen előre jelezhető, ezért váratlan napkitörés. Többek között a magyar Pille dózismérővel különböző űreszközök fedélzetén végzett mérések tanúsága szerint a Föld körül keringő űrállomások belsejében átlagosan tízszer akkora dózis éri az űrhajósok szervezetét, mint a földi sugárveszélyes munkahelyeken. Űrséta közben a dózis az űrállomás belsejében mérthez képest legalább háromszoros, erős naptevékenység idején vagy a van Allen-övek földfelszínhez legközelebbi részén, az ún. Dél-Atlanti Anomálián történő átrepülés közben még nagyobb. Emiatt nagy napkitörések idején és a Dél-Atlanti Anomália térségében célszerű kerülni az űrséta végrehajtását.